# Comarque d'Anguiano
La comarque d'Anguiano, (La Rioja - Espagne) se situe dans la région Rioja Alta, de la zone de Montagne.

## Municipalités
- Anguiano
- Baños de Río Tobía
- Berceo
- Brieva de Cameros
- Canales de la Sierra
- Estollo
- Ledesma de la Cogolla
- Mansilla de la Sierra
- Matute
- Pedroso
- San Millán de la Cogolla
- Tobía
- Ventrosa
- Villavelayo
- Villaverde de Rioja
- Viniegra de Abajo
- Viniegra de Arriba

## Source
- (es) Cet article est partiellement ou en totalité issu de l’article de Wikipédia en espagnol intitulé « Comarca de Anguiano » (voir la liste des auteurs).